# George of the Jungle (1967)
George of the Jungle is een Amerikaanse animatieserie geproduceerd door Jay Ward en Bill Scott. De serie werd uitgezonden in 1967 en bestond uit 17 afleveringen.

## Verhaal
De serie draait voornamelijk om George, een parodie op Tarzan. Hij is een niet al te slimme jongeman die is opgevoed in de jungle. In elke aflevering moet hij de jungle beschermen tegen een bedreiging.
Een paar running gags in de serie zijn dat George nooit uitkijkt als hij aan een liaan slingert en daardoor steeds tegen bomen opbotst, en dat hij voortdurend vergeet dat hij in een boomhut woont waardoor hij altijd naar beneden valt als hij zijn huis verlaat.
George heeft een oogje op een vrouw genaamd Ursula, die hij altijd "Fella" noemt. Hij deelt zijn huis met een intelligente gorilla genaamd Ape. Georges huisdier is een olifant genaamd Shep.

## Opzet
De serie bestaat eigenlijk uit drie series, die onderling geen connecties met elkaar hebben. Naast filmpjes van George of the Jungle bevatte elke aflevering ook een filmpje van Tom Slick en Super Chicken. De stemmen in alle drie de filmpjes werden wel door dezelfde acteurs gedaan.
De serie werd geproduceerd in Hollywood. Er werkten enkele bekende tekenaars aan mee Phil Duncan, Rod Scribner en Rudy Zamora. De titelsong van elk filmpje werd gecomponeerd door een team van Stan Worth en Sheldon Allman.
De serie gebruikt een gedetailleerdere tekenstijl dan eerdere werken van Jay Ward. Dit bracht echter wel grote kosten met zich mee. Dat is ook de reden dat de serie na 17 afleveringen werd stopgezet.

## Opvolgers
- In 1997 werd de serie verfilmd als George of the Jungle, waarin Brendan Fraser de rol van George vertolkte.
- In 2007 verscheen een nieuwe versie van de serie.

## Culturele referenties
"Weird Al" Yankovic maakte een cover van de George of the Jungle-titelsong voor zijn album Dare to Be Stupid uit 1985. Deze cover werd ook gebruikt in de soundtrack van de film uit 1997. Een andere cover van de titelsong werd gemaakt door The Presidents of the United States of America.